# Ruben Apers
Ruben Apers (Vrasene, 25 agosto 1998) è un ciclista su strada belga, professionista dal 2021.

## Palmarès

### Strada
- 2017 (Lotto-Soudal U23, una vittoria)

3ª tappa Ronde van Zuid-Oost-Vlaanderen (Haasdonk > Haasdonk)
- 2018 (Lotto-Soudal U23, una vittoria)

1ª tappa Vuelta a Navarra (Tudela, cronometro)
- 2020 (Lotto-Soudal U23, una vittoria)

Grand Prix de Saint-Souplet

#### Altri successi
- 2018 (Lotto-Soudal U23)

Campionati belgi, Cronosquadre
- 2019 (Lotto-Soudal U23)

Campionati belgi, Cronosquadre
- 2020 (Lotto-Soudal U23)

Classifica giovani Wyścig Solidarności i Olimpijczyków

## Piazzamenti

### Classiche monumento
- Giro delle Fiandre

2021: ritirato
- Parigi-Roubaix

2023: 81º
- Liegi-Bastogne-Liegi

2021: 136º
2022: 89º
2023: ritirato

### Competizioni mondiali
- Campionati del mondo

Doha 2016 - Cronometro Junior: 5º
Doha 2016 - In linea Junior: 71º

### Competizioni europee
- Campionati europei su strada

Plumelec 2016 - In linea Junior: 16º
- Campionati europei su pista

Fiorenzuola d'Arda 2020 - Inseguimento a squadre Under-23: 5º
Fiorenzuola d'Arda 2020 - Inseguimento individuale Under-23: 9º